# Utcai igazság
Az Utcai igazság (eredeti cím: Second in Command) 2006-ban bemutatott amerikai-román akciófilm, melyet Simon Fellows rendezett, a főszerepben pedig Jean-Claude Van Damme látható. A filmet romániai Bukarestben forgatták.
A film 2006. május 2-án jelent meg közvetlenül DVD-n az Amerikai Egyesült Államokban, Németországban és Belgiumban.

## Cselekmény
Sam Keenan haditengerészeti parancsnokot (Van Damme) a kelet-európai Moldova fővárosába küldik, az amerikai nagykövetséghez, hogy felügyeljen a biztonságukra. Amikor megérkezik, egy polgárháború kellős közepén találja magát. A nagykövetségnél Keenan találkozik George Norland nagykövettel (Colin Stinton), aki kinevezi őt nagykövet-helyettesnek. Az Amerikai Egyesült Államok a közelmúltban új kormányt iktatott be Moldovában, melynek az élén az újonnan választott Yuri Amirev elnök (Serban Celea) áll. Amirev demokráciát akar kialakítani az országban, viszont az Anton Tavarov (Velibor Topic) parancsa alatt álló kommunista felkelők lázadást robbantanak ki az elnöki palotánál, megfenyegetve a gyenge demokráciát.
A felkelők hűek Alexei Kirilovhoz (Costel Lupea), a diktatórikus, kommunista beállítottságú volt elnökhöz, aki sanyargatta Moldova lakosságát. Amikor az elnöki palota őrei lövöldözésbe kezdenek a felkelőkkel Amirev parancsa nélkül, a felkelők megrohamozzák az épületet, és Amirev fejét követelik. Keenan önként felajánlkozva megpróbálja kimenekíteni és elvinni Amirevet a nagykövetséghez. A felkelők is tüzet nyitnak, Keenan és Amirev éppen hogy megússzák ép bőrrel a menekülést, de ezzel még nincs vége a harcnak. Ötven amerikai ragadt bent a nagykövetségen, amikor Tavarov és hadserege elérkezik a kapukhoz. Tervük, hogy lerombolják az épületet és kézre kerítsék Amirevet, bármi áron. Még egy probléma Keenan számára, hogy Norland-et megöli egy rakéta, melyet Tavarov egyik embere indított el.
Hogy megvédje a nagykövetséget, Keenan-nek csak tizenöt haditengerész, a CIA bürokrata Frank Gaines (William Tapley), kevés lőszer, és a harcművészeti képességei állnak rendelkezésére, amíg az amerikaiak által küldött erősítés meg nem érkezik. Tovább rontja a helyzetet, hogy Keenan barátnőjét, a riporternő Michelle Whitman-t (Julie Cox) is túszul ejtik. Miközben Tavarov emberei pozícióba állnak a támadáshoz, hatalmi harc veszi kezdetét Keenan és Gaines között; mivel a segítség még órákra van, Keenan-től függ, hogy a túszok megmenekülnek-e.

## Szereplők
- Jean-Claude Van Damme – Sam Keenan (Rékasi Károly)
- William Tapley – Frank Gaines (Betz István)
- Julie Cox – Michelle Whitman (Ullmann Mónika)
- Alan McKenna – Frank Baldwin kapitány (Galbenisz Tomasz)
- Razvan Oprea – Devereaux
- Serban Celea – President Yuri Amirev
- Razaaq Adoti – Earl „Gunny” Darnell főtörzsőrmester (Sótonyi Gábor)
- Vlad Ivanov – RSO John Lydon
- Warren Derosa – Mike Shustec

## Fogadtatás
A film a kölcsönzéseket tekintve huszonnegyedik helyen nyitott, 1,04 millió dollár bevétellel. Az Internet Movie Database weboldalon a film 10-ből 5 csillagos értékelést kapott, a Rotten Tomatoes-on pedig a felhasználók 40%-nak tetszett a film.